# 世界海洋日
- 關於紀念軍事勝利或建軍的節日，請見「海軍節」。
- 關於海事文化的節日，請見「海事日」。

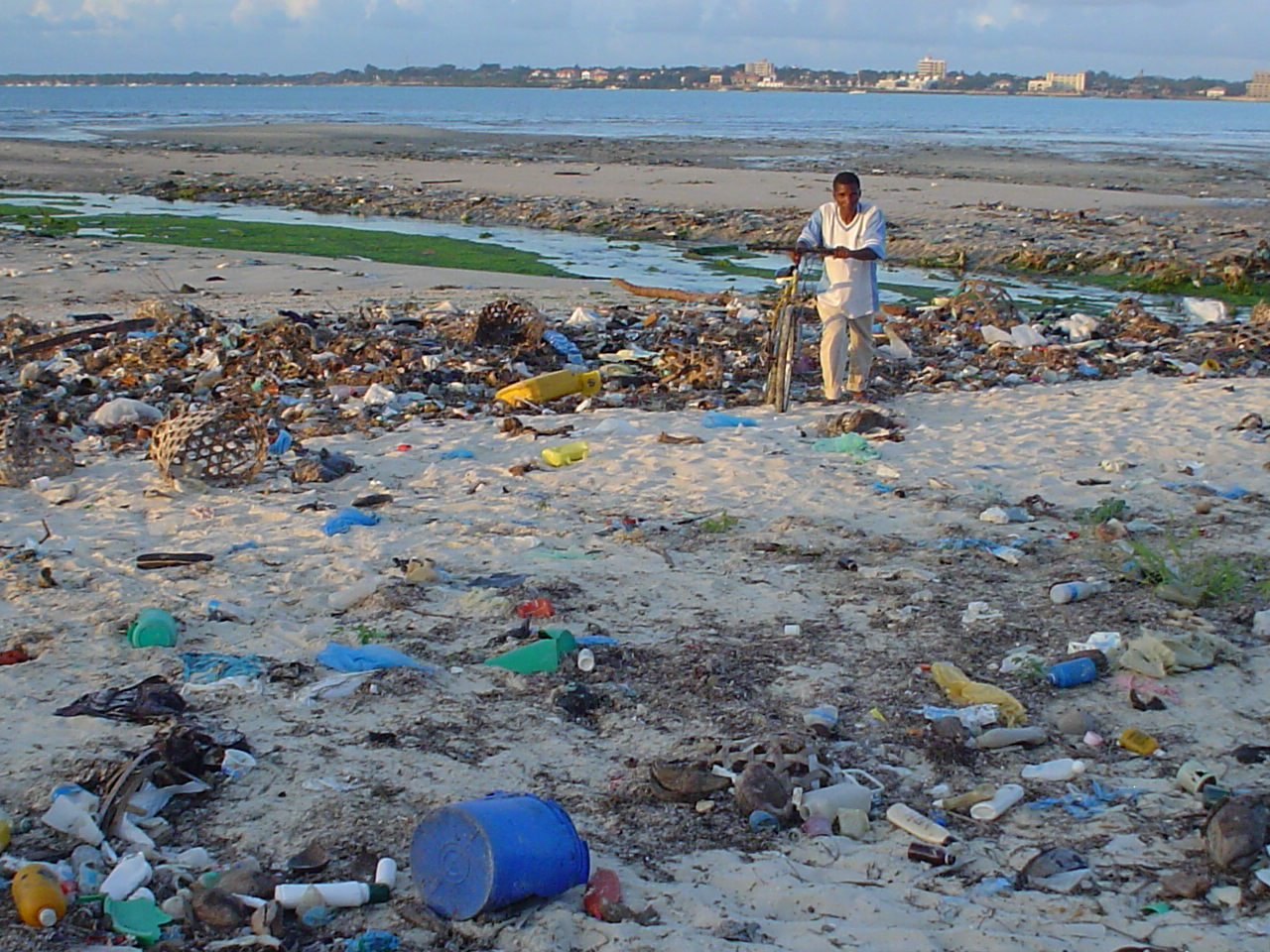
坦尚尼亞海岸的海洋廢棄物

世界海洋日是定在每年的6月8日。1992年，该节日的构想由加拿大国际海洋发展中心（ICOD）和加拿大海洋研究所（OIC）在巴西里约热内卢召开的联合国环境与发展会议上首次提出。世界海洋日原先並非联合国的官方纪念日，但2008年得到了联合国的认可，至2009年聯合國首次慶祝世界海洋日。该节日旨在支持全球可持续发展目标的落实，并鼓励公众参与保护海洋和可持续管理海洋资源。

## 歷年主題
- 2009：「我们的海洋，我们的责任」（Our Oceans, Our Responsibilities）[3]
- 2010：「我们的海洋：机遇与挑战」[4][5]
- 2011：「我们的海洋：绿化我们的未来」[6][7]
- 2012：「联合国海洋法会议@30」（UNCLOS @ 30）[8] — 聯合國海洋法公約
- 2013：「海洋与人民」（Oceans & People）[9]
- 2014：「众志成城，保护海洋」（Ocean Sustainability: Together let's ensure oceans can sustain us into the future）[10]
- 2015：「健康的海洋，健康的地球」（Healthy Oceans, Healthy Planet）[11]
- 2016：「健康的海洋，健康的地球」[12][13]
- 2017：「我們的海洋，我們的未來」[14][15] — 保護行動的重點放在鼓勵解決塑料污染和海洋垃圾，為了一個更健康的海洋，和更美好的未來。 世界各地計劃舉辦數百場活動，包括這一周在紐約市舉行第一次的聯合國海洋會議（英语：The United Nations Ocean Conference）。
- 2018：「清洁我们的海洋」[16][17]
- 2019：「性別與海洋」（Gender and Oceans）[18]
- 2020：「为海洋的可持续发展进行创新」[19]
- 2021：「海洋：生活与生计」[20] — 活动旨在“揭示海洋的奇迹，揭示海洋是我们的生命之源，支撑着人类和地球上所有其他生物”。[21]
- 2022：「振兴海洋，集体行动」（Revitalization: Collective Action for the Ocean）[22]
- 2023 : 「海洋星球：潮流之变」（Planet Ocean: tides are changing）[23]